# Henri Fouquet (architecte)
Pour les articles homonymes, voir Henri Fouquet.
Henri Fouquet, né le 10 mars 1825 et mort le 14 octobre 1893, est un architecte belge.
Il est ingénieur et chef de section aux Chemins de fer de l'État belge lorsqu'il conçoit et réalise, pour la gare de Louvain, le bâtiment voyageurs au style éclectique mis en service en 1875. Il réalise également d'autres gares belges.

## Biographie
Henri Fouquet a rejoint les chemins de fer belges en 1841, à l'âge de 16 ans.
A cette époque, l'emploi à un jeune âge n'était pas exceptionnel. Dans de tels cas, le travail quotidien était complété par une étude sur l'autodidacte et une étude du soir dans un établissement d'enseignement.
Au fil du temps, Fouquet a évolué et il est devenu ingénieur-architecte. Après 39 ans de service (1879-1880), il est promu "architecte principal à titre personnel". L'ajout "à titre personnel" indique que son grade était hautement exceptionnel et n'apparaissait pas de manière générale dans le cadre.
Fouquet présentait régulièrement des blasons aux façades des gares: à la fois de la ville où le bâtiment avait été construit et des villes voisines accessibles en train au départ de ladite gare.
À partir de 1892, le nom de Fouquet n'apparaît plus à la liste du personnel. Cela donne à penser qu'il a quitté les chemins de fer cette année-là, à l'âge de 67 ans. Néanmoins, après son départ, quelques gares étaient toujours terminées conformément aux plans qu’il avait élaborés au cours de sa période active.

## Réalisations
Il construit notamment :
- la Gare de Louvain (1876-1879). Bâtiment de style éclectique avec des influences du classicisme français et de la Renaissance italienne. Ce monument classé est généralement considéré comme le chef-d'œuvre de Fouquet[4],[5] ;
- Gare de Vilvorde (1880-1883). Stationsplein. Bâtiment de style Néo-Renaissance flamande. Monument classé[2] ;
- Gare de Nieuport-Bains (1884). De style néo-classique, cette gare se trouvait sur l’ancien chemin de fer Dixmude - Nieuport-Bains, mis en service en 1868. La gare est fermée au public depuis le 18 mai 1952. La ligne n’est plus exploitée depuis 1974[6] ;
- Gare de Hal (1887) Graankaai et Vandenpeereboomstraat. Bâtiment de valeur architecturale. Style Néo-Renaissance flamande. Le bâtiment a servi plus d'un siècle. En 1993, le bâtiment de la gare a été démantelé en vue de la construction de la ligne à grande vitesse reliant Bruxelles à Paris / Londres. Il a été promis que la gare serait reconstruite dans son état d'origine, mais cette promesse n'a pas été tenue[6] ;
- Gare d'Oostkamp (1887-1889), Everaertstraat. Construction basse de style néo-classique. Embelli avec un auvent frappant et des éléments décoratifs en métal. Monument classé[7] ;
- Gare de Saint-Ghislain (1890), Place Albert-Elisabeth. Construction monumentale de style éclectique, avec (du côté sud) une maison intégrée pour le chef de gare. En haut de la façade (partie centrale), on distingue une mitre et un bâton pastoral, faisant référence à Ghislain de Mons : fondateur de l'abbaye de Saint-Ghislain. Au fil du temps, la ville s'est développée autour de cette abbaye[6] ;
- Gare d'Audenarde (1891-1893), Stationsplein. Monument classé, construit symétriquement. Style Néo-Renaissance flamande. En face se trouve une tour lourde et frappante. Une partie de la structure est actuellement utilisée à des buts culturels. Un nouveau bâtiment de service de dimensions réduites est situé à l’entrée du tunnel menant aux voies[6],[8] ;
- Gare de Harelbeke (1896), Stationsplein. Gare monumentale de style Néo-Renaissance flamande. De nos jours, le bâtiment n'est plus utilisée pour l'exploitation des chemins de fer, mais il est exploité comme lieu de consommation (restauration et boissons). La façade et la toiture sont classées[6],[3].

## Illustrations

Réalisations
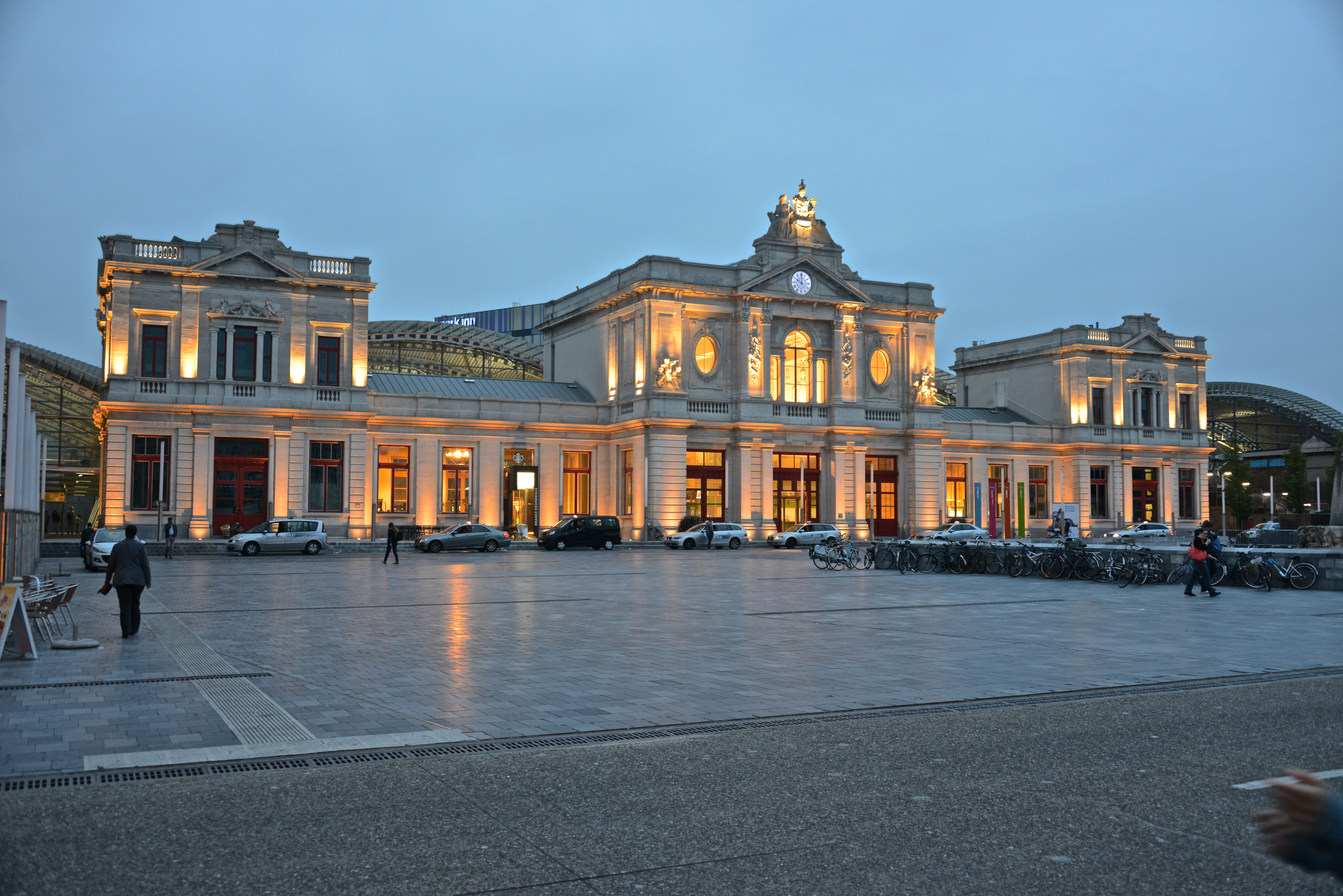
Gare de Louvain.
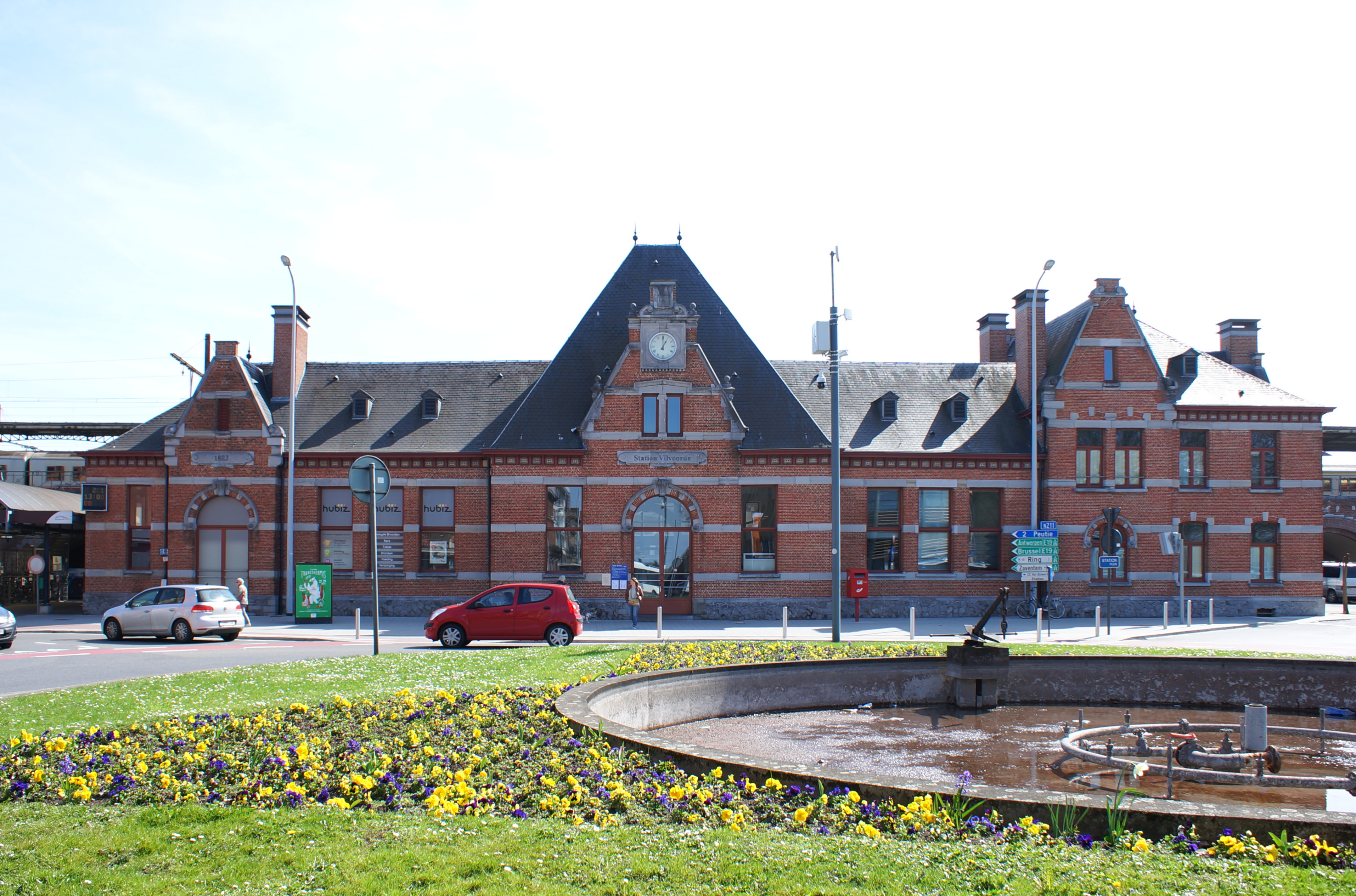
Gare de Vilvorde.
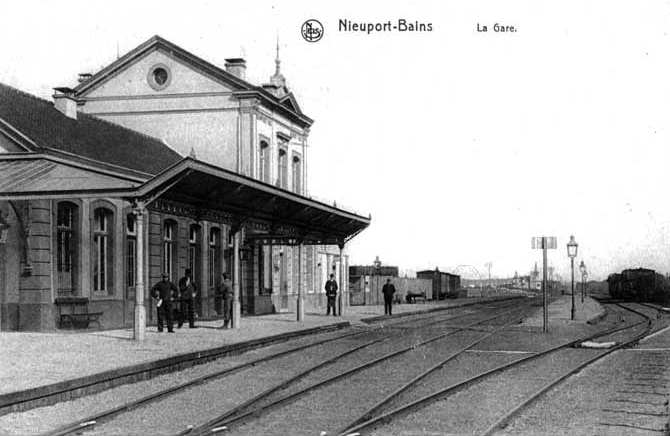
Gare de Nieuport-Bains.
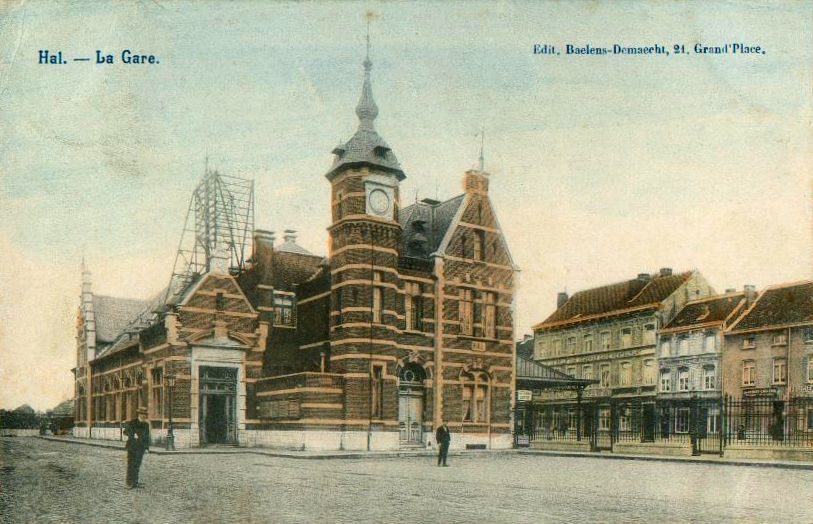
Gare de Hal.

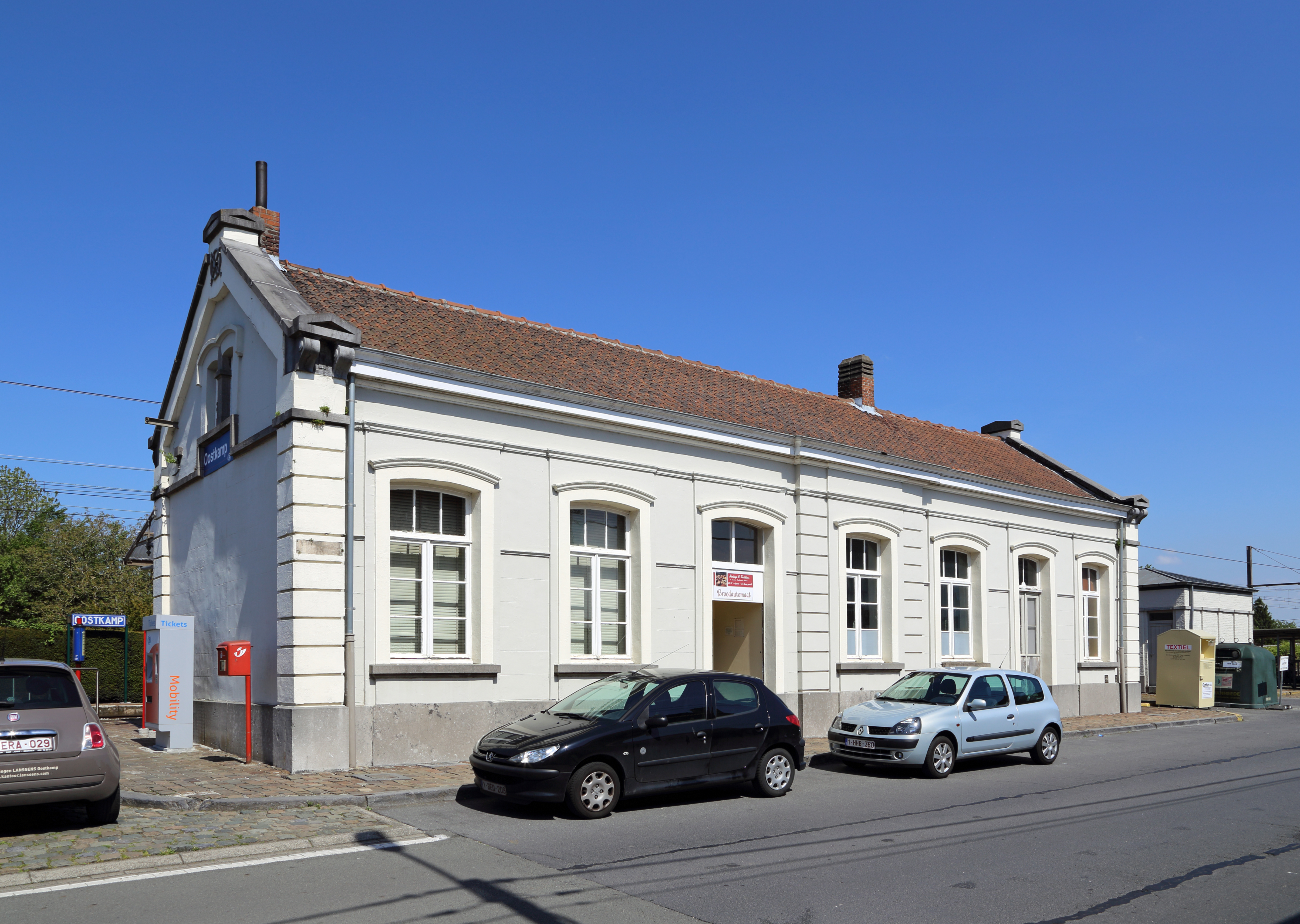
Gare d'Oostkamp.
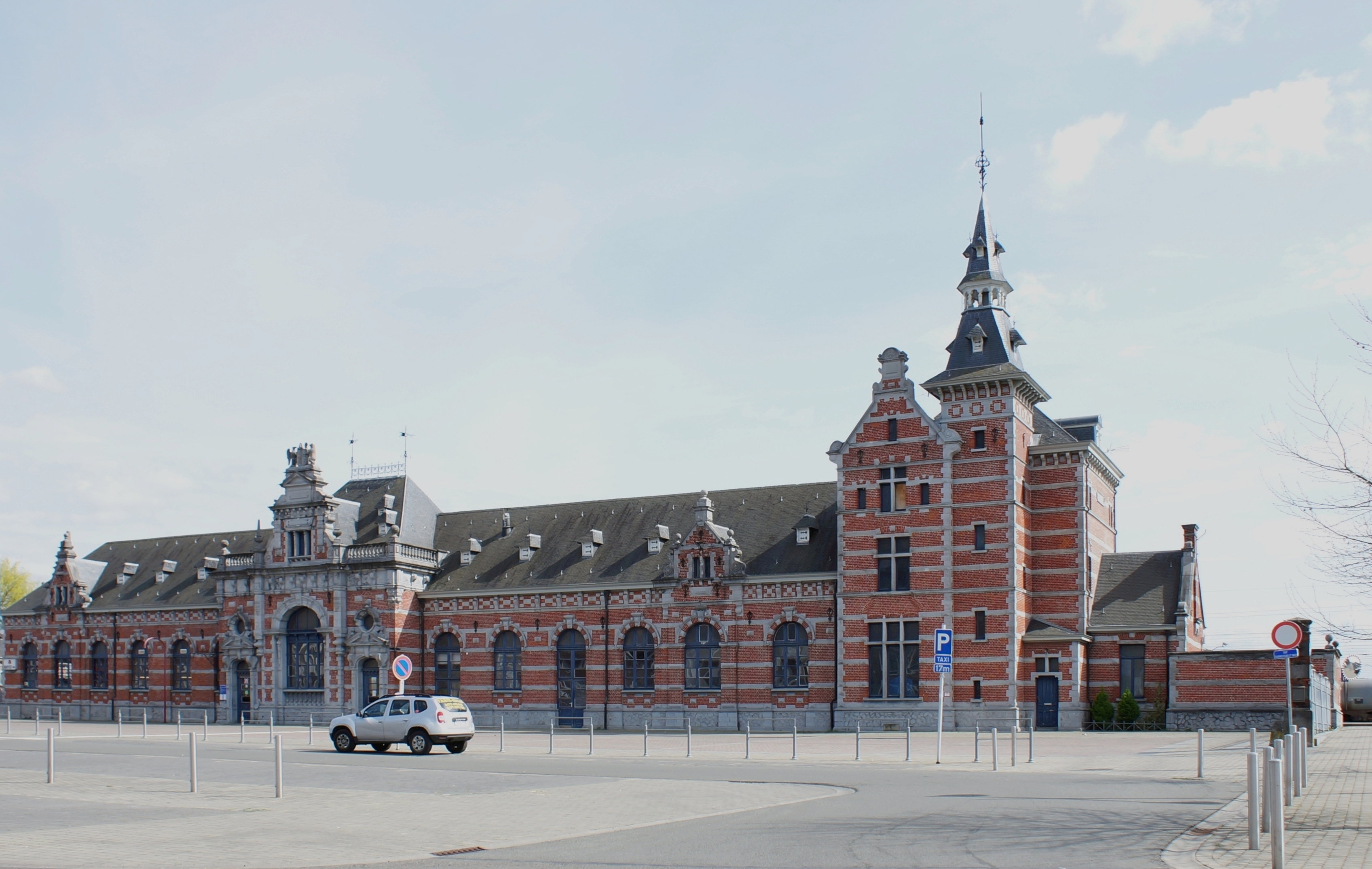
Gare de Saint-Ghislain.
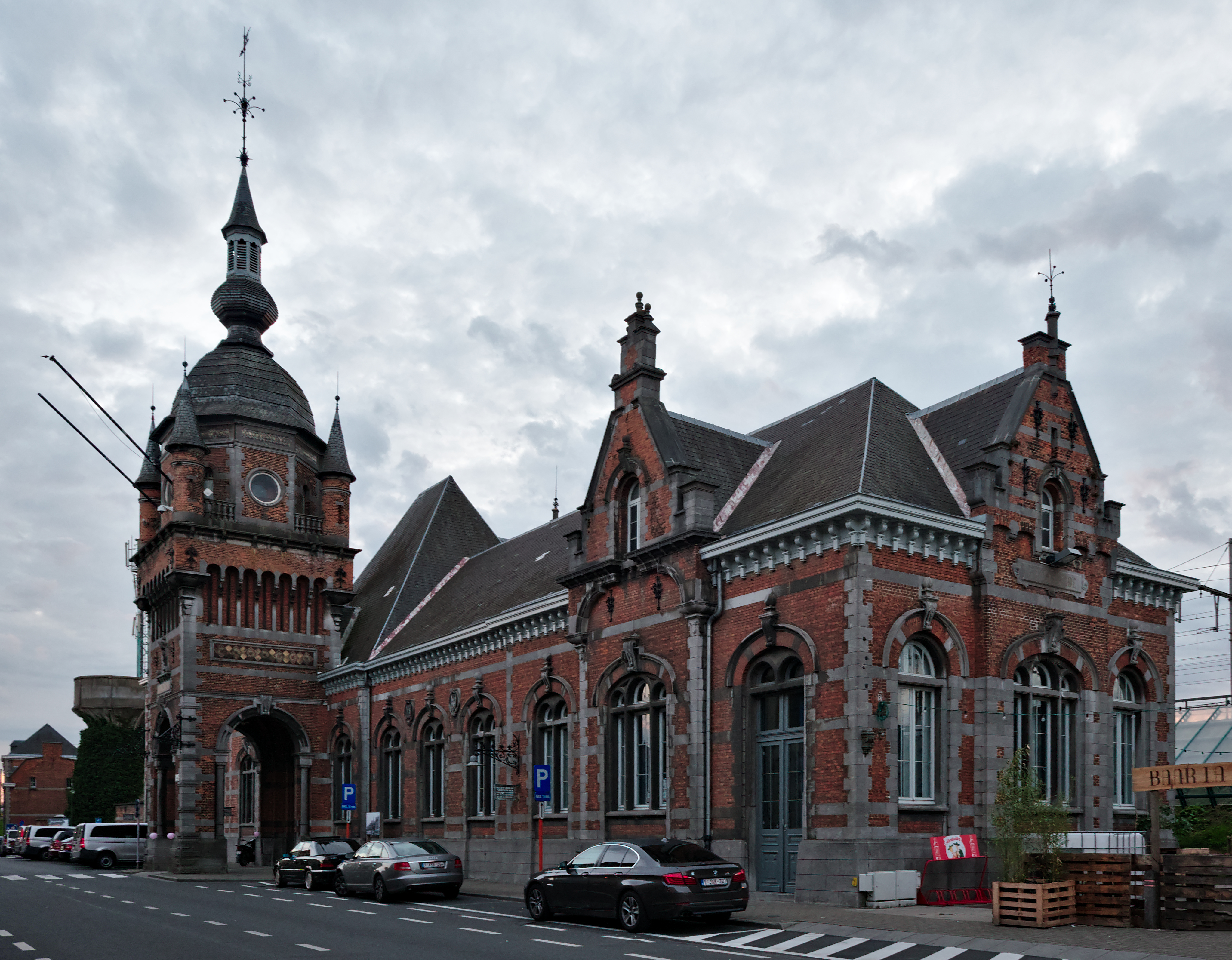
Gare d'Audenarde.
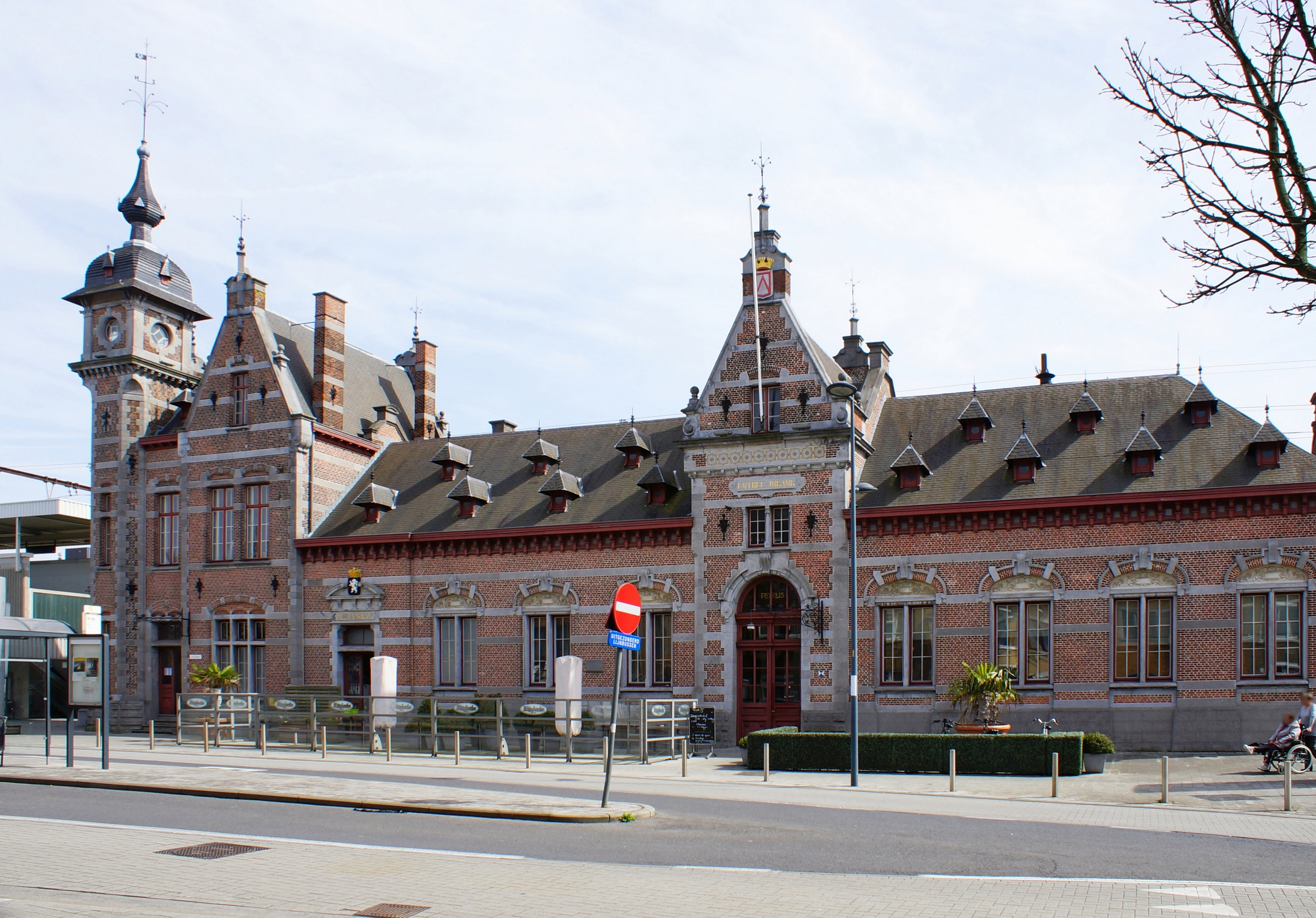
Gare de Harelbeke.